# Emanuel Gigliotti
Emanuel Gigliotti (Buenos Aires, 20 mei 1987) is een Argentijns voetballer die doorgaans speelt als spits. In januari 2025 verruilde hij Unión La Calera voor Colón. Gigliotti maakte in 2011 zijn debuut in het Argentijns voetbalelftal.

## Clubcarrière
Gigliotti debuteerde als voetballer bij CA Lamadrid in de vierde divisie. In 2007 verkaste hij naar Argentinos Juniors, maar voor die club kwam hij nimmer in actie. Het seizoen erna werd hij met zestien doelpunten clubtopscorer van All Boys. Via CA Tucumán kwam hij vervolgens in Europa terecht, waar hij een contract tekende bij het Italiaanse Novara. Na een half jaar, waarin hij zes wedstrijden speelde, werd hij verhuurd aan All Boys. Na verhuurperiodes bij San Lorenzo en Colón, tekende hij in juli 2013 bij Boca Juniors.
Op 16 juli 2015 tekende Gigliotti een contract bij Chongqing Lifan. Na anderhalf jaar keerde hij terug naar Argentinië, waar hij ging spelen voor Independiente. Hier werd zijn verbintenis in november 2018 verlengd tot medio 2021. Twee maanden na de contractverlenging verkaste Gigliotti naar Deportivo Toluca. Deze club verhuurde hem in juli 2020 voor één seizoen aan Club León. Na deze verhuurperiode trok Club León hem definitief aan. Een halfjaar later vertrok hij naar Nacional. In februari 2024 tekende Gigliotti voor Unión La Calera. Een jaar later keerde hij terug in Argentinië bij Colón.

## Interlandcarrière
Gigliotti maakte zijn debuut in het Argentijns voetbalelftal op 15 september 2011, toen met 0–0 gelijkgespeeld werd tegen Brazilië. De aanvaller moest op de bank beginnen en viel na een half uur in de eerste helft in. Het was zijn enige interland voor Argentinië.